# Cikasto govedo
La cikasto govedo est une race bovine slovène. Elle est aussi nommée cika cattle à l'international.

## Origine
La cika porte le nom du mont Çika, point culminant des monts Cérauniens, un massif montagneux d'Albanie. C'est une race ancienne de l'Empire austro-hongrois. À cette époque, la race autrichienne pinzgauer a été utilisée sur du bétail autochtone pour améliorer la production laitière et la conformation des animaux. Plusieurs variantes de Cika ont été reconnues, la tolmin cika, vache de petite taille et la bohinj cika, plus grande. C'étaient des races pie rouge les faisant appartenir à la famille pie rouge des montagnes.
Ces races ont été le support de métissage avec des races productives, pinzgauer notamment, encouragé par la politique agricole de la Yougoslavie. À la fin du XXe siècle, elles étaient considérées comme presque éteintes. Un petit nombre d'individus a été trouvé au début des années 2000 dans les montagnes slovènes. Depuis, un programme de préservation a permis de faire grimper les effectifs de 850 en 2004, à 3 000 en 2013. Le nom slovène de cikasto govedo a été repris.

## Morphologie

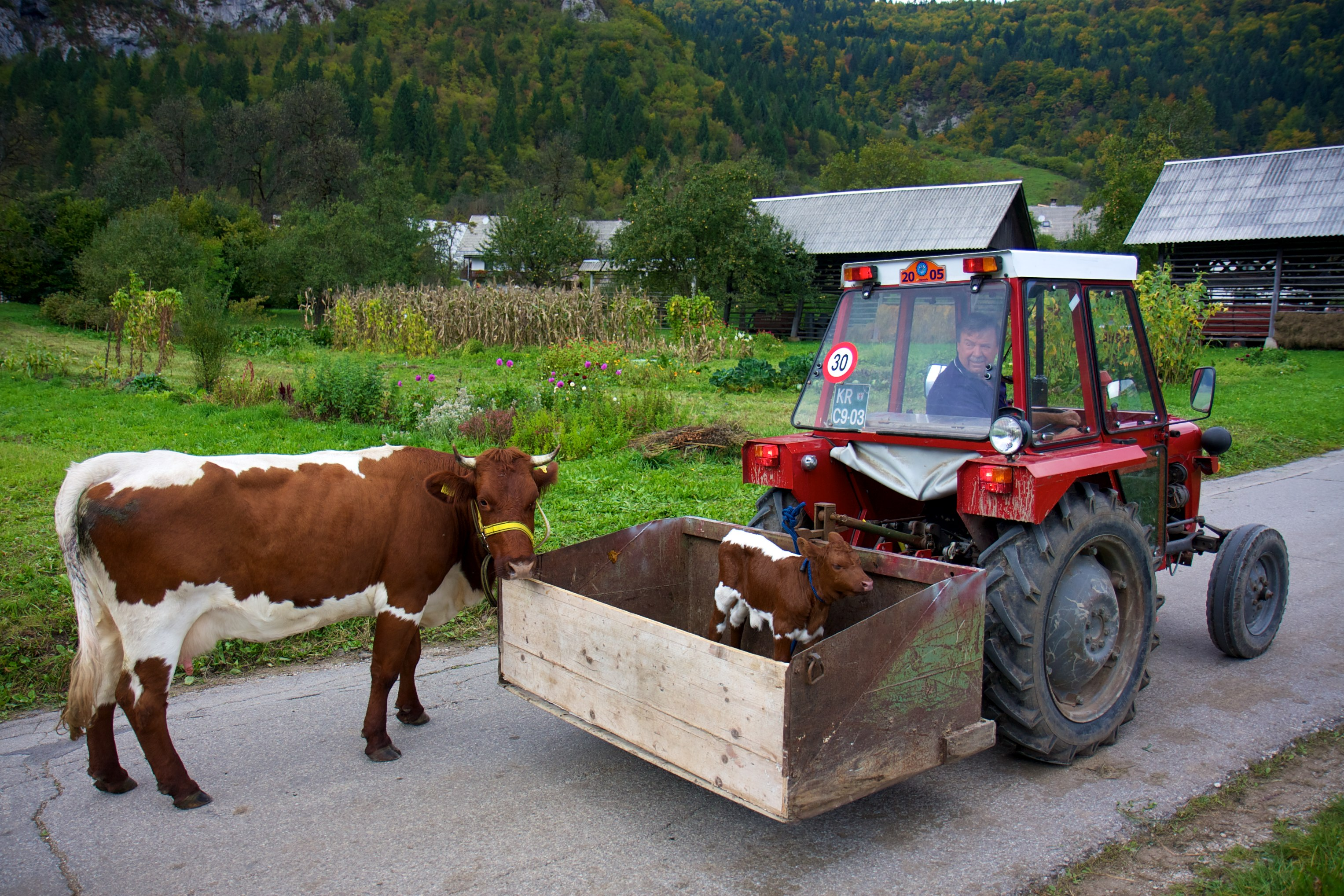
Vache et son veau. Le tracteur donne l'échelle.

C'est une race de taille moyenne. La vache mesure 126 cm pour 470 kg et le taureau 136 cm pour 550 kg.
Elle porte une robe pie rouge, le rouge étant réparti en grandes taches sur la totalité des flancs, le bas des pattes et la tête, le reste (ventre, ligne dorsale, haut des pattes et queue) étant blanc.

## Aptitudes
C'est une race mixte. Elle produit environ 2500 kg de lait  Cette production est bonne compte tenu de la masse des vaches, représentant six fois son poids sur une lactation de 300 jours.
C'est une race moyenne, plus petite et légère que la pinzgauer, plus apte à la marche en montagne à pente raide.

## Sources